# Irena Dworakowska
Irena Dworakowska (ur. 3 października 1941 w Krasnymstawie) – polska entomolożka specjalizująca się w hemipterologii.

## Praca badawcza
Irena Dworakowska wniosła duży wkład w badania nad systematyką i taksonomią światowej fauny pluskwiaków z podrodziny Typhlocybinae w obrębie rodziny bezrąbkowatych. Publikując od końca lat 60. dokonała opisu wielu nowych dla nauki gatunków i rodzajów. W starszych pracach m.in. rewidowała trudne taksonomicznie rodzaje palearktyczne jak Eupteryx, Eurhadina czy Kybos. Publikacje późniejsze częściej poświęcane są faunie krain orientalnej i etiopskiej.
Irena Dworakowska jest znana z nadawania niecodziennych nazw opisywanym przez siebie rodzajom i gatunkom. Jako autorka nazwy jest cytowana jako Dworakowska. Jest autorką takich nazw rodzajowych jak: 
Aaka, Abrabra, Accacidia, Afrakra, Afrasca, Agnesiella, Ahimia, Ahmedra, Aisa, Ajika, Almunisna, Ambara, Amurta, Anaka, Anufrievia, Arbosiria, Aroonra, Asialebra, Asepodiva, Assina, Aylala, Baaora, Badylessa, Bakshia, Balanda, Barinaga, Baya, Bogorya, Borsukia, Borulla, Britimnathista, Caknesia, Castoriella, Cerkira, Chagria, Chikava, Chujophila, Ciudadrea, Coganoa, Coloana, Cuanta, Cubnara, Czarnastopa, Dattasca, Davmata, Dipemura, Distantasca, Dlabolaiana, Dorycnia, Dunioa, Dziwneono, Eldama, Eryascara, Epignoma, Eterna, Faiga, Farynala, Gambialoa, Georgetta, Gindara, Gladkara, Goifa, Golwala, Goska, Gratba, Gredzinskiya, Habenia, Hajra, Harmata, Hauptidia, Hellerina, Hepneriana, Imbecilla, Iniesta, Ifuaria, Ifugoa, Iseza, Ishiharella, Ivorycoasta, Jacobiasca, Jacobiella, Jimara, Jotwa, Kabakra, Kadrabia, Kaila, Kamaza, Kanguza, Kapsa, Kaukania, Kelmensa, Kerygma, Keuria, Kirkaldykra, Knightipsis, Koperta, Krameriata, Kropka, Kotwaria, Kufajka, Kusala, Labrangia, Lamtoana, Lankama, Lautereriana, Lectotypella, Ledeira, Lichtrea, Lipata, Lisciasta, Lowata, Lublinia, Luvanda, Luvila, Mahmoodia, Mandola, Matsumurina, Meketia, Meremra, Mfutila, Michalowskiya, Mitjaevia, Mizeria, Mordania, Motaga, Muluana, Musbrnoia, Nababia, Nandara, Narta, Ndokia, Ngoma, Ngombela, Ngunga, Niedoida, Nimabanana, Nitta, Nkaanga, Nkonba, Nkumba, Nsanga, Nsesa, Nsimbala, Ntanga, Ntotila, Nzinga, Olszewskia, Opamata, Optya, Orientalebra, Ossuaria, Otbatara, Pasara, Pitadava, Platfusa, Polluxia, Pradama, Proskura, Raabeina, Ramakrishnania, Ramania, Ranbara, Randhawa, Ratjalia, Ratsiraka, Riyavaroa, Rufitidia, Sajda, Salka, Sanatana, Sannella, Savitara, Sempia, Seriana, Shamala, Shumka, Ska, Sikkimasca, Smita,  Sobrala, Stehliksia, Smyga, Szara, Szuletaia, Szymczakowskia, Tafalka, Takagiana, Tataka, Thaiora, Theasca, Tuzinka, Unitra, Urmila, Urvana, Usharia, Uzeldikra, Variolosa, Varsha, Vatana, Vermara, Vikabara, Vrba, Wagneriunia, Warodia, Watara, Wemba, Wiata, Witera, Wolvletta, Yangida, Yakuza, Yeia, Zadra, Zielona, Zinga, Znana, Zorka.
Była aktywna na Uniwersytecie Warszawskim, w Muzeum i Instytucie Zoologii PAN i na Uniwersytecie Kolumbii Brytyjskiej w Vancouver.

## Upamiętnienie
Na cześć Ireny Dworakowskiej nadano m.in. nazwy rodzajowe: Irenaneura i Dworakowskaia oraz nazwę gatunkową Molopopterus dworakowskai.